# Dia de Tatiana
Dia de Tatiana (rus: Татья́нин день, Tatianin den) és una festa religiosa russa observada el 25 de gener segons el calendari gregorià (el 12 de gener segons el calendari julià). Es diu així en honor de Santa Tatiana, màrtir cristiana romana del segle iii, durant el regnat de l'emperador Alexandre Sever.
El 1755, durant l'onomàstica de la mare d'Ivan Xuvàlov, Tatiana Rodionovna, la seva amant, l'emperadriu Elisabet I de Rússia va donar suport a la seva petició d'establir una universitat a Moscou. Xuvàlov va ser Ministre d'Educació. L'església de Santa Tatiana es va construir posteriorment al campus universitari. L'església de la universitat realitza un servei tradicional el 25 de gener, seguit dels discursos i l'adjudicació de premis.
L'església ortodoxa russa va declarar a Santa Tatiana la patrona dels estudiants, i el Dia de Tatiana se celebrat com el Dia dels estudiants russos. L'observança té una llarga tradició d'activitats festives. El 1885, Anton Txékhov va escriure: «Aquest any tot estava begut, excepte l'aigua del riu Moscou, i només perquè estava congelada». Les festes comencen amb una beguda alcohòlica tradicional feta a base de mel. Encara que originari de Moscou, les celebracions del Dia de Santa Tatiana s'han estès a la majoria de les ciutats universitàries.
Casualment, el 25 de gener també és el final del primer curs del curs acadèmic tradicional per als estudiants russos; la sessió d'exàmens finals de l'hivern, seguida d'unes vacances d'hivern de dues setmanes.